# ゾンビッチはビッチに含まれますか?
『ゾンビッチはビッチに含まれますか?』（ゾンビッチはビッチにふくまれますか）は、柊裕一による日本の漫画作品。『月刊ガンガンJOKER』（スクウェア・エニックス）で2012年1月号から2014年8月号まで連載された。

## ストーリー
二階堂紗季菜は帝東亜高校の１年生で、幼馴染で同じ高校に通学する初野小春に片思いをしている。紗季菜は小春とエッチをしたかったが、そんなことは言えずにいた。ある日、紗季菜はトラックにはねられ轢死したが、停止していた心臓が再鼓動し、ゾンビとして生き返った。以来、紗季菜は、エロい妄想で興奮しなければ心臓が止まるゾンビッチになった。

## 登場人物
二階堂 紗季菜（にかいどう さきな）
本作の主人公。エロい妄想が好きな少女。交通事故に遭い死亡するが、エロへの欲望で心臓が動き蘇生する。
以来エロい妄想をして興奮していないと心臓を動かすことが出来ない「ゾンビッチ」になってしまった。
幼なじみの小春に恋をしており自分が「ゾンビッチ」であることを必死で隠している。
初野 小春（はつの こはる）
紗季菜の幼なじみ。
紗季菜とは幼稚園の頃からの幼なじみで高校生の今でもその関係は変わらないまま。
非常に鈍い性格をしており紗季菜が自分に恋をしていることに気づいていない。

## 単行本
- 柊裕一 『ゾンビッチはビッチに含まれますか?』 スクウェア・エニックス〈ガンガンコミックスJOKER〉、全6巻。
  1. 2012年4月21日[1] ISBN 978-4-7575-3572-5
  2. 2012年9月22日[2] ISBN 978-4-7575-3738-5
  3. 2013年2月22日[3] ISBN 978-4-7575-3885-6
  4. 2013年7月22日[4] ISBN 978-4-7575-4014-9
  5. 2014年2月22日[5] ISBN 978-4-7575-4229-7
  6. 2014年9月22日 ISBN 978-4-7575-4420-8